# Hydrodessus soekhnandanae
Hydrodessus soekhnandanae är en skalbaggsart som beskrevs av Dewanand Makhan 1994. Hydrodessus soekhnandanae ingår i släktet Hydrodessus och familjen dykare. Inga underarter finns listade i Catalogue of Life.